# 니콜라이 프르제발스키

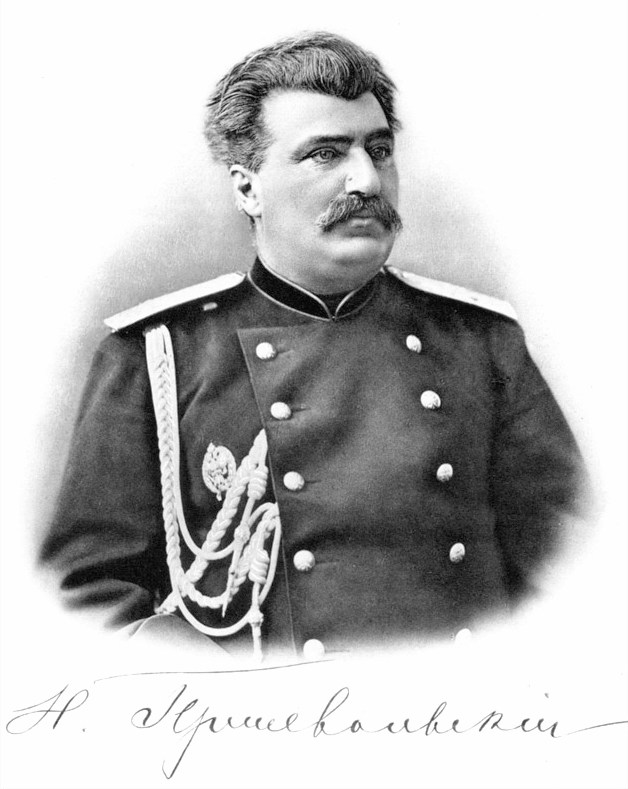
니콜라이 프르제발스키

니콜라이 미하일로비치 프르제발스키(폴란드어: Nikołaj Michajłowicz Przewalski, 러시아어: Никола́й Миха́йлович Пржева́льский, 1839년 4월 12일 ~ 1888년 11월 1일)는 폴란드 귀족 혈통의 러시아 제국 지리학자이자 중앙아시아·동아시아 탐험가이다. 그는 궁극적인 목표였던 성스러운 도시 라싸에는 도달하지 못하였지만, 그때까지 서양에 있어 미지의 공간이었던 티베트, 청해, 중가리아 등을 탐험했다. 그는 유럽의 중앙아시아에 대한 이해에 기여했으며, 현재 멸종하지 않고 남아있는 유일한 야생마인 프르제발스키말을 유럽인 최초로 발견하였다.